# Апотропеїчна магія

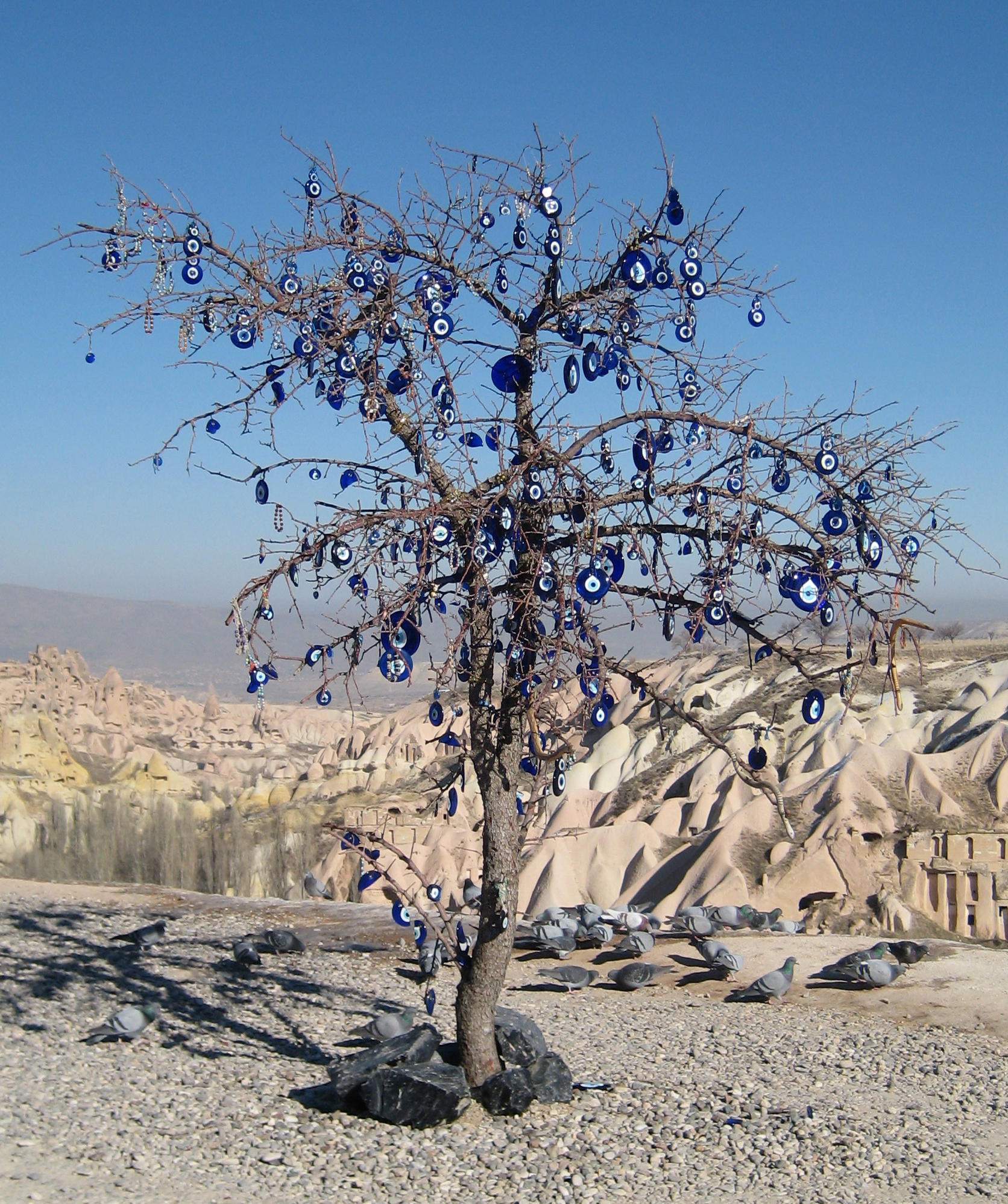
Дерево, обвішане турецькими амулетами від пристріту

Апотропеїчна магія, також апотропей, апотропайон (грец. ἀποτρόπαιος «відводить пороблення») — магічний ритуал, призначений для оберігання від зла (причини, пристріту). Може здійснюватися з використанням церемоній і заклинань, наприклад — постукуванням тричі по дереву, або ж просто шляхом носіння чи підвішування в інтер'єрі предмета, що приносить удачу (оберега, талісмана).
Термін використовується в етнографії, археології, мистецтвознавстві.

## Основні типи апотропеїв
- натільні амулети;

«Архангел Михаїл», картина Рафаеля. Зверніть увагу на зображення морд на наколінних обладунках

- зображення на обладунках, одязі, прикрасах;
- архітектурні рельєфи, статуї, зображення на начиння;
- написи:
  - в юдаїзмі апотропічні властивості мають імена ангелів, вони часто з'являються на амулетах, магічних написах і формулах;
- боді-модифікації:
  - татуювання.

### Місця для захисних знаків
Як відзначають дослідники, в магічному поданні древніх одним з найбільш вразливих місць будівлі є його кут. Тому вони вважали за необхідність захистити його оберегами: в кути храмів при будівництві закопувалися магічні предмети. Велику увагу надавали ґанку будинка, одвірку. Кути, місця згину грали магічну роль і в тілі людини. Тут слід згадати коліна (так, зображення апотропічної голови можна побачити на елементах обладунках — наголінники), плечі (наприклад, голова пантери на обладунках), зап'ястя.

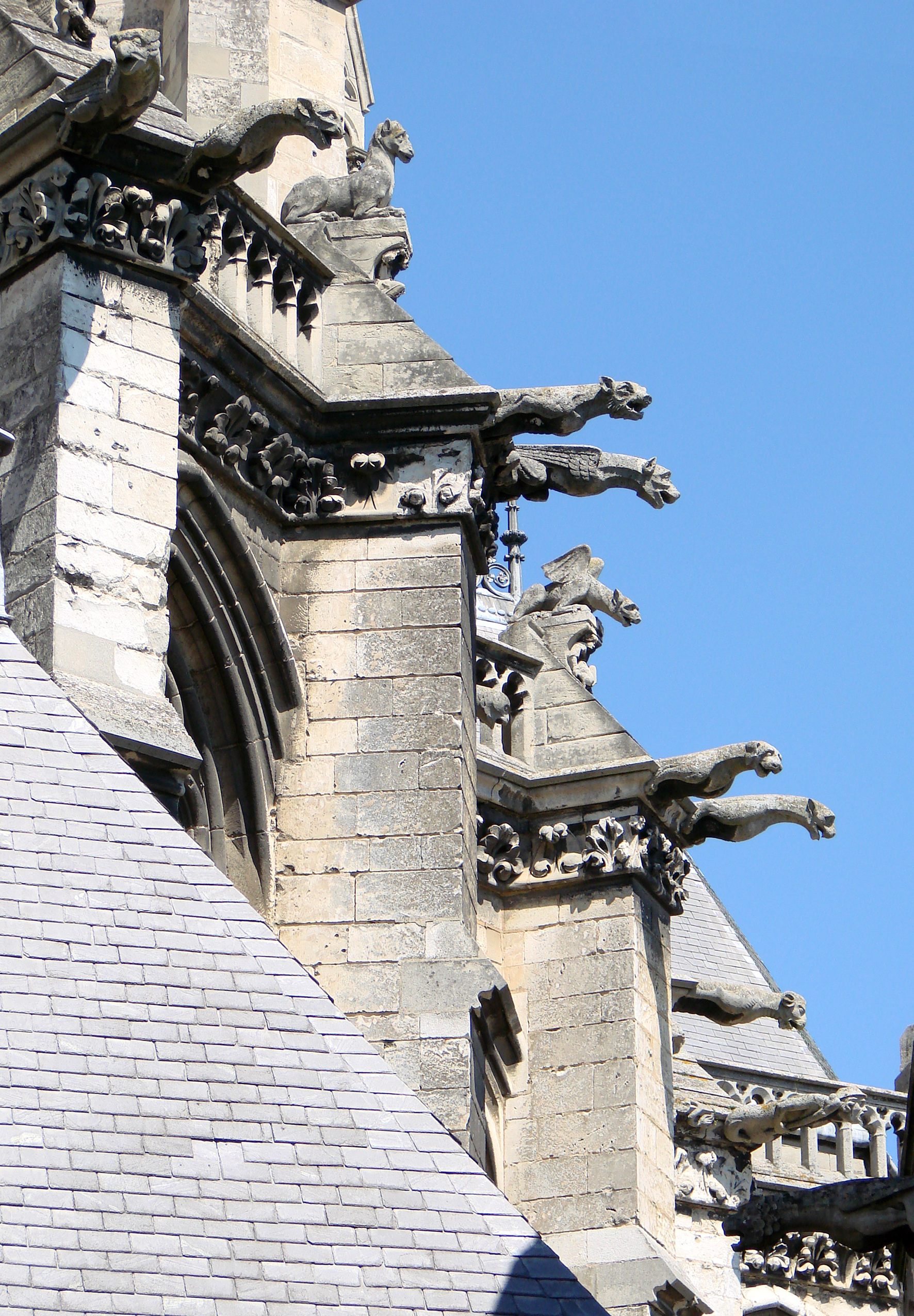
Численні горгулі на кутах Нотр-дам в Ам'єні

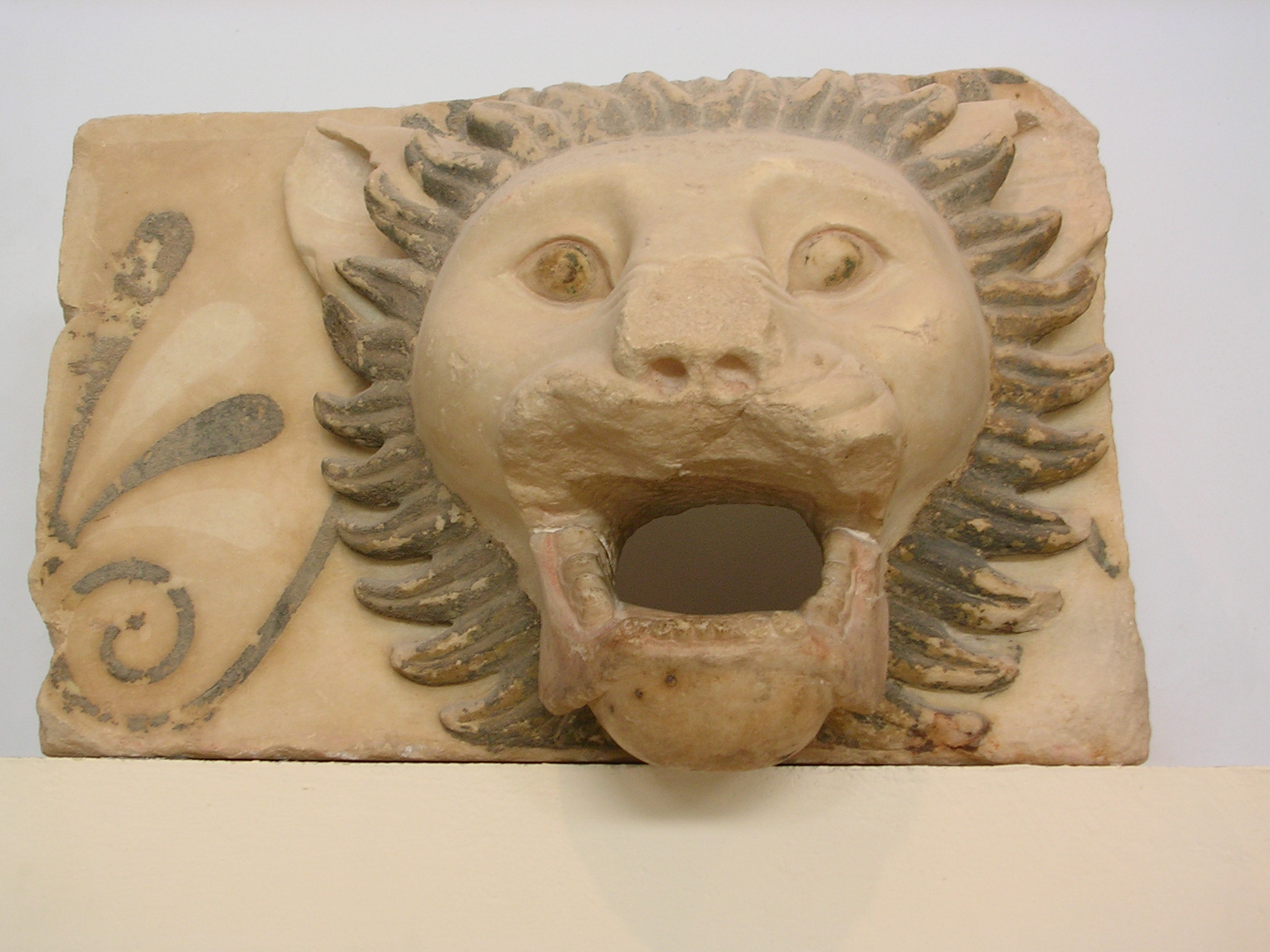
Водостік з головою лева, Парфенон

## Теми зображень
- зображення ока;
- звірині морди: грифон, пантера (пов'язана з культом Діоніса[джерело?]):
  - лев — не тільки морда, а й лапи і хвіст. У Стародавньому Єгипті він був стражем воріт храму і царського трону (звідси у них левові лапи і хвіст). Водостоки дахів храмів мали форму леваПомилка виразу: неочікуваний оператор <; вони повинні були в негоду оберігати святилище від злих сил Сета;
- голови міфічних чудовиськ і богів:
  - голова горгони Медузи (горгонейон), Силена, Діоніса;
  - єгипетський Бес;

- горгулі;

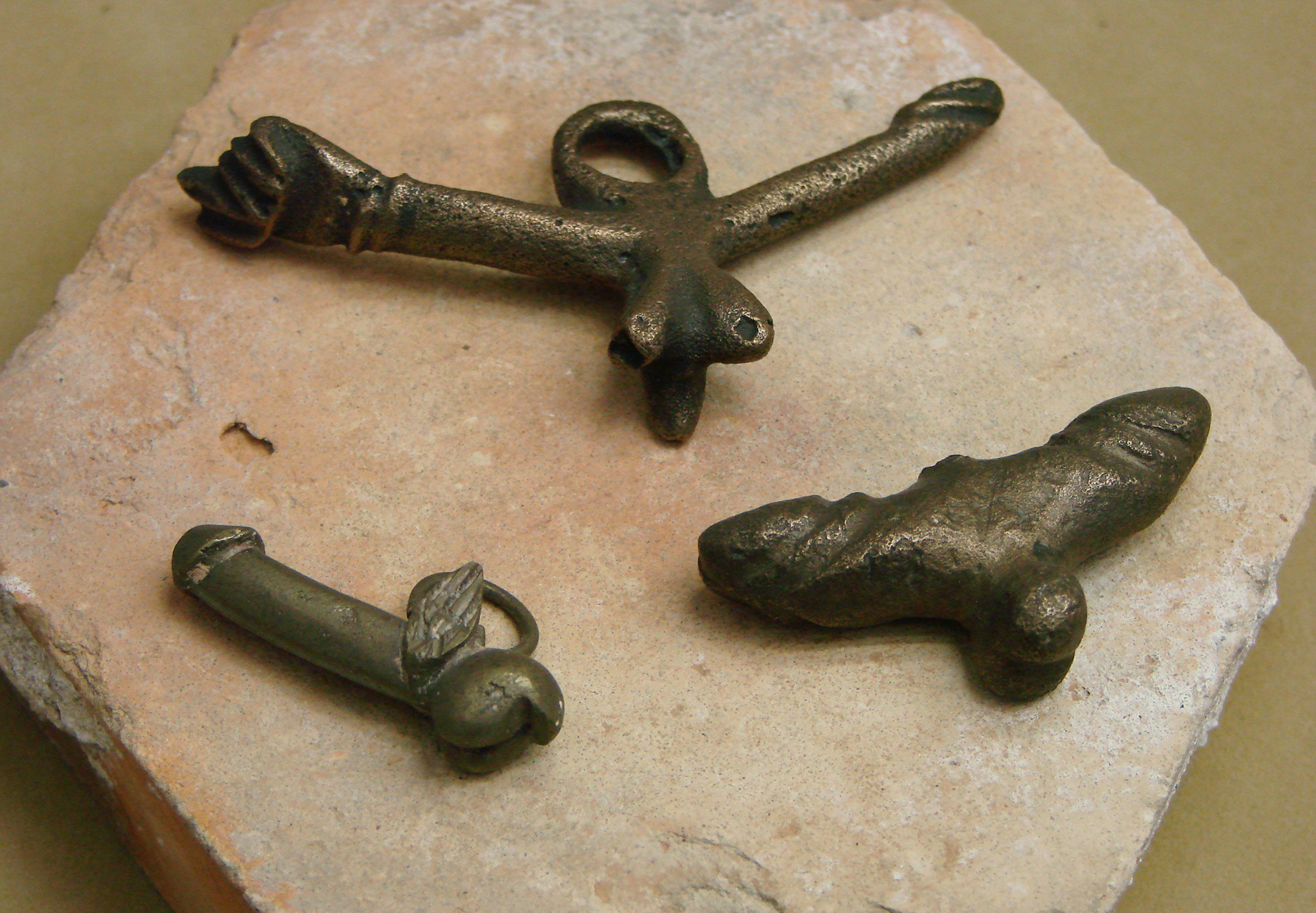
Фалічні натільні амулети, Римська Галлія

- ексгібіціоністські фігури, що демонструють статеві органи;
- фалоси;
- зображення складених пальців (схрещених пальців, дуля);
- хрест — дослідники використовують термін «апотропічний», навіть для християнського розп'яття:

«Вже з перших століть хрест мав для християн абсолютно особливе значення — він був символом Христової жертви, знаком порятунку і тому вважався найсильнішим апотропічним символом». (С. Н. Гукова. Знаки приснодівства Богоматері).
- знаки: вербові листя, свастика, сонячний диск або перехрестя (Візантія)[2];
- гарбуз з вирізаним обличчям на Хелловін.

### Апотропайони різних народів

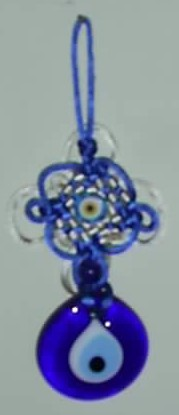
Турецький амулет «назар»

- Горгонейон — античність
- Мйольнір — вікінги
- Хамса — євреї і араби
- Назар — Туреччина

## Апотропічні дії
- триразове постукування по дереву
- плювання через ліве плече
- скручування дулі в кишені

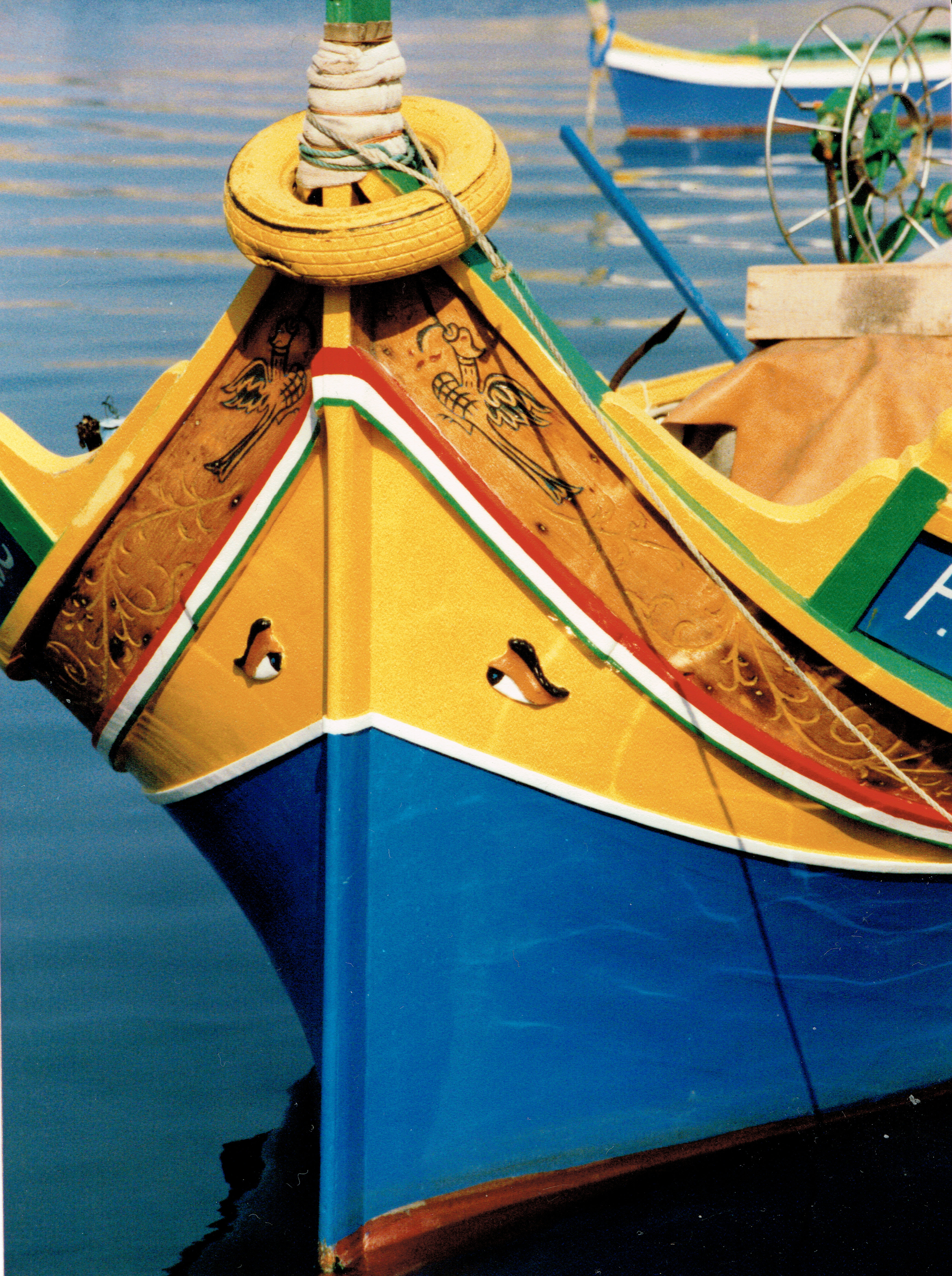
Очі, що прикрашають ніс мальтійської човна «луццу»

- після народження дитини у вогні нагрівали залізні предмети (щипці, ножі, ножиці) і обводили ними всі кути, стелю та підлогу кімнати, де повинен був знаходитися малюк, щоб відігнати злих духів; в люльку, де спить немовля (частіше в головах), клали металеві предмети: ножі, ножиці, цвяхи і т. п. (Кабардино-Балкарія)[3]